# ルワンダ航空
ルワンダ航空（英: RwandAir）はルワンダのキガリに本拠地を置く同国のフラッグキャリアである。主にキガリ国際空港を拠点に東アフリカのみならず、中部アフリカ・南部アフリカ・西アジア・南アジア・ヨーロッパを結んでいる。

## 概要

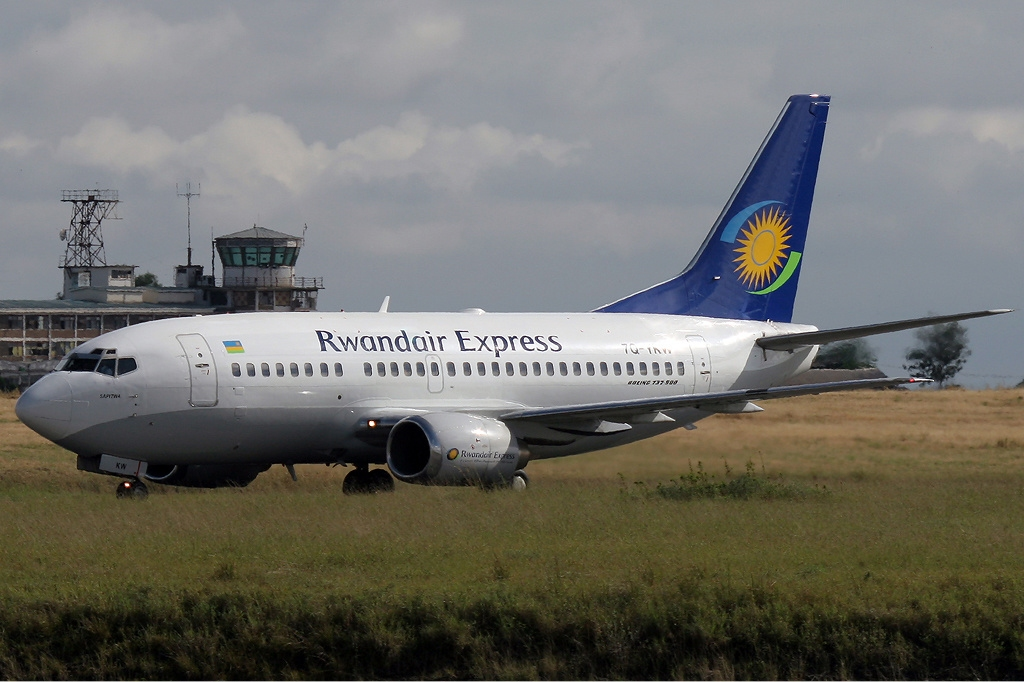
ボーイング737-500

2002年にルワンダ政府が、ルワンダ内戦時に運航を停止したエア・ルワンダに代わるフラッグキャリアとして設立。翌年の2003年4月27日に運航を開始した。当初はRwandAir Expressという社名だったが、2009年6月に現在のRwandAirに社名を変更した。

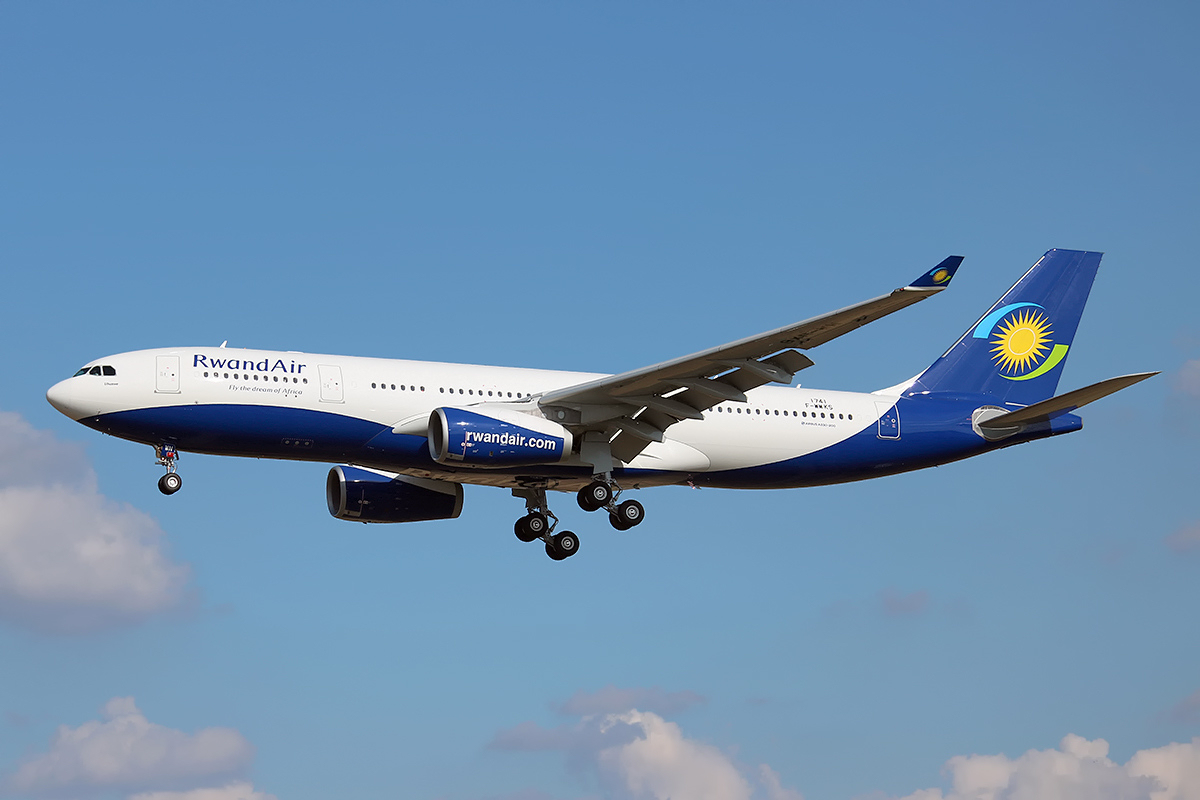
エアバス A330-200

ルワンダの経済成長と共にボーイング737NGシリーズやエアバスA330シリーズなどといった最新機材の導入を進めている。また2015年5月にはIATAが定める安全基準であるIOSA認定を受け、同年の11月にはIATAへ加盟した。
2017年5月26日より同社初のヨーロッパ路線となるキガリ - ロンドン（ガトウィック）線の就航を開始した。

## 就航都市
2019年8月現在。

### アフリカ
中部アフリカ
- カメルーン：ドゥアラ
- コンゴ共和国：ブラザヴィル
- ガボン：リーブルヴィル

東アフリカ
- ブルンジ：ブジュンブラ
- エチオピア：アディスアベバ
- ケニア：モンバサ、ナイロビ
- ルワンダ：チャンググ、キガリ
- 南スーダン：ジュバ
- タンザニア：ダルエスサラーム、キリマンジャロ
- ウガンダ：エンテベ

南アフリカ
- 南アフリカ共和国：ケープタウン、ヨハネスブルグ
- ザンビア：ルサカ
- ジンバブエ：ハラレ

西アフリカ
- ベナン：コトヌー
- コートジボワール：アビジャン
- ガーナ：アクラ
- ギニア：コナクリ
- マリ：バマコ
- ナイジェリア：アブジャ、ラゴス
- セネガル：ダカール

### アジア
東アジア
- 中国：広州

南アジア
- インド：ムンバイ

西アジア
- イスラエル：テルアビブ
- アラブ首長国連邦：ドバイ

### ヨーロッパ
- ベルギー : ブリュッセル
- イギリス：ロンドン

上記以外の都市以外にも、2018年を目処に広州への就航を予定し、2019年6月18日に就航を果たした。
またニューヨークへの就航も計画されている。
その他にもバマコ、コナクリ、リロングウェなどのアフリカ諸国にも就航する予定である。

## 共同運航
2016年11月現在
- ブリュッセル航空
- エチオピア航空
- 南アフリカ航空
- ターキッシュ エアラインズ

## 機材

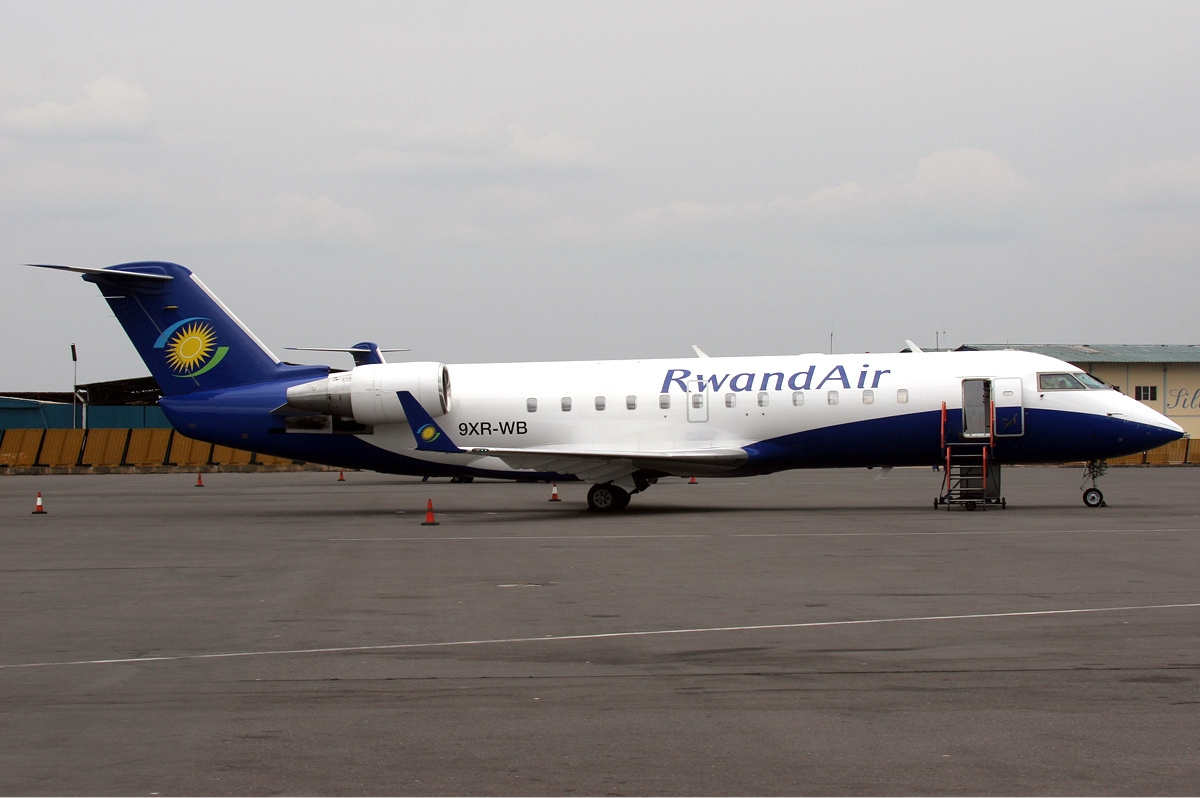
ボンバルディア CRJ-200

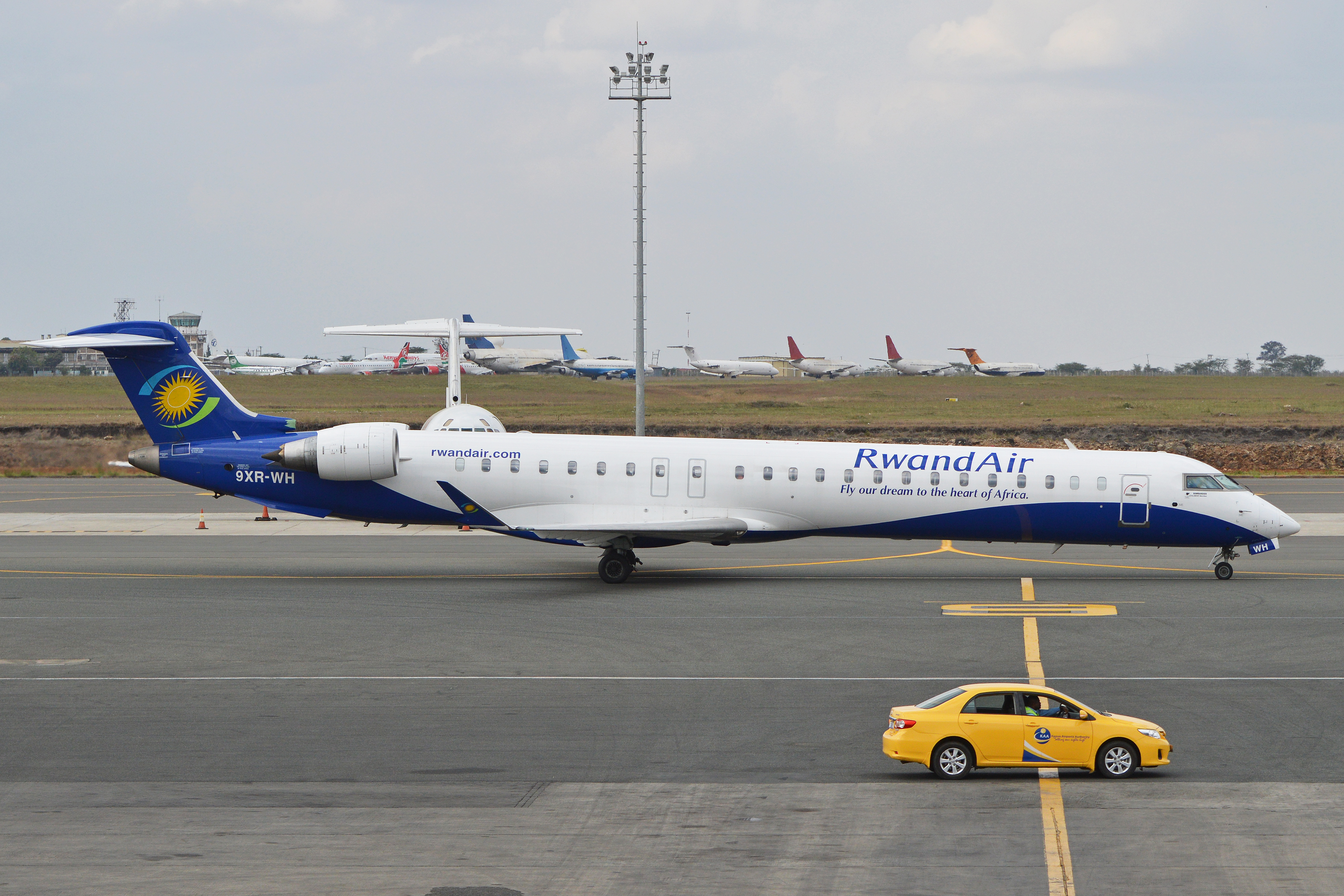
ボンバルディア CRJ-900

2024年8月10日現在
- エアバスA330-200：2機[9]
- エアバスA330-300：1機[9]
- ボーイング737-700：1機
- ボーイング737-800：6機
- ボンバルディア CRJ900：2機
- ボンバルディア DHC-8-Q400：2機

### 発注中
2018年7月22日現在
- エアバスA330-900neo：2機
- ボーイング737MAX-8：2機

また、上記以外にもエアバスA350 XWBの導入を計画している。